# رقمة أطلسية
الرقمة الأطلسية (باللاتينية: Erodium atlanticum) نوع نباتي يتبع جنس الرقمة من الفصيلة الغرنوقية.

## الموئل والانتشار
موطنها المغرب العربي.

## مرادفات للاسم العلمي
- (باللاتينية: Erodium guinochetianum Guitt.)